# Probithia imprimata
Probithia imprimata är en fjärilsart som beskrevs av Walker 1861. Probithia imprimata ingår i släktet Probithia och familjen mätare. Inga underarter finns listade i Catalogue of Life.